# SPL: Sha Po Lang
SPL: Sha Po Lang (Звезды судьбы) — фильм 2005 года, снятый гонконгским режиссёром Уилсоном Ипом по собственному сценарию. В главных ролях Саймон Ям, Донни Йен и Саммо Хун. Саймон Ям играет детектива полиции в отставке, который прибегает к сомнительным методам ради поимки Вон По (роль Саммо Хуна), безжалостного босса триады.
Название Sha Po Lang состоит из трёх слов, позаимствованных из китайской астрологии. Каждое слово обозначает звезду, способную на добро или зло в зависимости от своего расположения на небе.

## Сюжет
Чан Квок-Чунь, гонконгский полицейский инспектор посвятил свою карьеру ловле Вона По, отъявленного босса триады, с целью посадить за решётку. Чан везёт свидетеля, видевшего преступления Вона, в суд. На высокой скорости в них врезается автомобиль Джека, ассасина, нанятого Воном. В результате столкновения свидетель и его жена серьёзно ранены. Джек выбирается из машины и добивает обоих. Чан выживает, но получает осколок стекла в затылок. Когда доктор извлекает стекло, то замечает опухоль в мозгу Чана и сообщает, что жить ему осталось мало. Чан начинает, как никогда раньше, добиваться уничтожения Вона По любыми средствами.
Три года спустя. Ма Квун, офицер полиции из другого участка, назначается на замену Чана, который вскоре должен уйти в отставку. Ma берёт управление командой Чана, состоящей из Ва, Сама, Лока. Все трое оберегают Чана, который приютил дочь свидетеля.
Владелец магазина электроники приносит в полицейский участок видеозапись с заснятым Воном По, убивающим агента под прикрытием, которого внедрил Чан. На видеозаписи видно, как Вон раз за разом замахивается клюшкой, будто бы готовится ударить в лицо агента, но всё-таки не убивает. Взамен позволяет прикончить агента одному из своих людей. После просмотра плёнки Чан и его коллеги запугивают владельца магазина, за то, что тот прикрывает Вона По, настоящего убийцу (на плёнке заснят человек Вона, стреляющего в агента).
Ма Квун, однажды избил торговца наркотиками так сильно, что тот стал умственно отсталым. Поэтому пообещал воздерживаться от сомнительных методов работы в своей карьере, в отличие от Чана и его команды. Он расстраивается, когда видит Чана и его команду, использующих «грязные» методы, на загнанном в угол подручном Вона (одного из возможных убийц агента) и заставляет их выйти из здания. Происходит короткая драка, в которой Ma противостоит всем четверым. Несмотря на противоречия, Ma продолжает помогать. После драки в холле универмага с пухлым, преступным лордом, Чан и команда позже арестовывают Вона По.
Отряд получает предупреждение, что все они могут не увидеть следующий день, если выйдут из полицейского участка этой ночью. Игнорируя угрозу, Лок идёт покупать оружие для охраны Вона По, но попадает в закрытом помещении в ловушку и в конце его убивает Джек с помощью ножа. Позднее Джек подкрадывается к Ва и Сам и закалывает их. Ма Квун бросается им на помощь, но прибывает слишком поздно. Перед смертью Ва признаётся, что он, Сам и Лок, украли деньги у Вона По (когда сорвали одну из наркосделок По), чтобы помочь Чану вырастить приёмную дочь. Но впоследствии Вон По решил им отомстить. В полицейский участок приходит человек Вона с копией оригинальной видеозаписи, которую показывает и отдаёт Чонг Чун Фэю (начальник Чана). Чонг обнаруживает, что Чан смонтировал плёнку, чтобы выставить Вона По убийцей, впоследствии он освобождает Вона и идёт разбираться с Чаном. Впрочем, с помощью пожилого полицейского по имени дядя Ба, Чан прячется в туалет от Чонга и остальных, пока те его ищут.
Позже Чан приходит в офис Вона, чтобы вернуть ворованные деньги. Он пытается застать криминального лорда врасплох и пристреливает нескольких головорезов, но в конечном счёте его побеждает Джек, который выбивает револьвер из руки и вонзает нож в руку.
Тем временем Ma Квун ведёт горячий спор с Чонгом по поводу продолжения расследования дела и отдаёт свои значок и оружие. Он получает звонок от Вона, который говорит Ma забрать пленнёного Чана. 
Ma сталкивается с Джеком в глухом переулке. Вооружённый только дубинкой, он ведёт мастерский, быстрый бой против эксперта по владению ножами. Джек выхватывает дубинку, но Ma вскрывает Джека его собственным ножом.
Ma поднимает взгляд на офис Вона и видит подвешенного Чана без признаков жизни. Он дерётся с криминальным лордом и, казалось бы, убивает, но позже будет видно отражение лорда на стаканах и бутылках. После этого Ma садится за барную стойку и начинает наливать себе выпивку. Чан, оставаясь подвешенным, начинает разговаривать с Ma. Вон вдруг вскакивает, бросается на Ma и выкидывает его из окна. Ma падает на крышу автомобиля, внутри которого находились жена и маленький сын Вона, круша их. Все трое незамедлительно умирают. Когда Вон смотрит вниз на тело Ma, то замечает автомобиль и узнаёт номерной знак. Сломленный, он падает и рыдает от горя, принесённого его же действиями.
В финальной сцене Чан и его приёмная дочь смотрят на пляж, где возле берега играет девочка. В конце Чан умирает от опухоли.

## В ролях
- Simon Yam — Чан Квок-Чунь
- Донни Йен — Ма Квун
- Саммо Хун — Вон По
- Liu Kai-chi — Ло Квун-Ва («Ва»)
- Wu Jing — Джек
- Ken Chang — Ли Вай-Лок («Лок»)
- Danny Summer — Квок Це-Зум («Сам»)
- Austin Wai — Чонг Чун-Фэй
- Timmy Hung — торговец наркотиками
- Liang Jingke — жена Вона По
- Chan Tat-chi — дядя Ба
- Poon Mei-kei — дочь Квок Це-Зума
- Lau Ching-lam — приёмная дочь Чана
- Vincent Sze — агент под прикрытием
- Au Hin-wai — адвокат Вона По
- Tanigaki Kenji — охранник Вона По
- Chris Tsui Wai — охранник Вона По
- So Tung — охранник Вона По
- Yuen Kin-leung — головорез
- Kam Chun-man — головорез